# التطليق للهجر في القانون المصري
التطليق للهجر في القانون المصري تطلبه الزوجة المصرية المسلمة من القضاء إذا هجرها زوجها؛ أي أقام خارج منزل الزوجية ولكن في نفس البلد مع عدم القيام بواجباته نحوها من نفقة ومعاشرة مما يترتب عليه ضرر للزوجة؛ لأنه يكون قد تركها معلّقة: فلا هي مطلقة ولا هي تحت رعاية زوجها. ويكون التطليق في هذه الحالة بائناً بينونة صغرى.

## أساسه الفقهي
ذهب أحمد بن حنبل إلى أنه يجوز طلب التطليق للهجر، وأن أقل مدة لذلك هي 6 أشهر؛ لأنها أقصى مدة يمكن للمرأة فيها أن تتحمل غياب زوجها.

## أساسه القانوني
تنظّم المادة 6 من القانون رقم 25 لسنة 1929، أحكام التطليق للهجر؛ حيث تنص على أنه: «إذا ادعت الزوجة إضرار الزوج بها بما لا يُستطاع معه دوام العشرة بين أمثالها، يجوز لها أن تطلب من القاضي التفريق، وحينئذ يطلقها القاضي طلقة بائنة إذا ثبت الضرر وعجز عن الإصلاح بينهما، فإذا رفض الطلب ثم تكررت الشكوى ولم يثبت الضرر، بعث القاضي حكمين وقضى على الوجه المبين بالمواد من 7-11».
ويعد من قبيل الهجر، أن يتعمّد الزوج عدم الدخول بزوجته والعزوف عن معاشرتها؛ وهو ما يتحقق به الضرر الموجب للتطليق.